# 도쿄 지하철 1000계 전동차
도쿄 지하철 1000계 전동차(일본어: 東京地下鉄1000系電車)는 2011년부터 운행하고 있는 도쿄 메트로 (이전 제도고속도교통영단)의 전동차로 기존에 운행중인 도쿄 지하철 01계 전동차를 대체하기 위해 도입되었다.
이 차량은 도쿄 지하철 긴자 선에 투입할 목적으로 제작되었다.
2011년 9월부터 인도가 시작되었고 2012년 4월부터 도쿄 지하철 긴자 선에 도입하기 시작했다.
2013년에 본격적으로 도입을 시작으로 도쿄 지하철 긴자 선 개통 90주년에 맞춰 2017년까지 전 편성이 도입을 완료했다.

## 형성
- 도쿄 지하철 1000계 전동차의 경우 6량으로 구성되었다.[6]

| 호차             | 1     | 2      | 3      | 4      | 5      | 6     |
| ---------------- | ----- | ------ | ------ | ------ | ------ | ----- |
| 명칭             | CM1   | M1     | M1'    | M2     | M1     | CM2   |
| 번호             | 11xx  | 12xx   | 13xx   | 14xx   | 15xx   | 10xx  |
| 수용 (합계/좌석) | 93/28 | 106/40 | 106/40 | 106/40 | 106/40 | 93/28 |

- 6호차의 경우 당초 1600호대로 부여를 받았으나 2015년에 1000호대로 변경되었다.[7]

## 현황
현재 운행 중인 차량은 가독성을 높이기 위해 굵은 글씨로 표시했다.
| 차호     | 도입 시기 | 운행 중단 시기 | 비고 |
| -------- | --------- | -------------- | --- |
| 101 편성 | 2011년    | 운행 중        | |
| 102 편성 | 2013년    | 운행 중        | |
| 103 편성 | 2013년    | 운행 중        | |
| 104 편성 | 2013년    | 운행 중        | |
| 105 편성 | 2013년    | 운행 중        | |
| 106 편성 | 2013년    | 운행 중        | |
| 107 편성 | 2013년    | 운행 중        | |
| 108 편성 | 2013년    | 운행 중        | |
| 109 편성 | 2013년    | 운행 중        | |
| 110 편성 | 2014년    | 운행 중        | |
| 111 편성 | 2014년    | 운행 중        | |
| 112 편성 | 2014년    | 운행 중        | |
| 113 편성 | 2014년    | 운행 중        | |
| 114 편성 | 2014년    | 운행 중        | |
| 115 편성 | 2014년    | 운행 중        | |
| 116 편성 | 2014년    | 운행 중        | |
| 117 편성 | 2014년    | 운행 중        | |
| 118 편성 | 2014년    | 운행 중        | |
| 119 편성 | 2014년    | 운행 중        | |
| 120 편성 | 2014년    | 운행 중        | |
| 121 편성 | 2015년    | 운행 중        | |
| 122 편성 | 2015년    | 운행 중        | |
| 123 편성 | 2015년    | 운행 중        | |
| 124 편성 | 2015년    | 운행 중        | |
| 125 편성 | 2015년    | 운행 중        | |
| 126 편성 | 2015년    | 운행 중        | |
| 127 편성 | 2015년    | 운행 중        | |
| 128 편성 | 2015년    | 운행 중        | |
| 129 편성 | 2016년    | 운행 중        | |
| 130 편성 | 2016년    | 운행 중        | |
| 131 편성 | 2016년    | 운행 중        | |
| 132 편성 | 2016년    | 운행 중        | |
| 133 편성 | 2016년    | 운행 중        | |
| 134 편성 | 2016년    | 운행 중        | |
| 135 편성 | 2016년    | 운행 중        | |
| 136 편성 | 2016년    | 운행 중        | |
| 137 편성 | 2016년    | 운행 중        | |
| 138 편성 | 2016년    | 운행 중        | |
| 139 편성 | 2017년    | 운행 중        | 이 편성은 특별 사양차로 도입되었다. 그리고 도쿄 지하철 01계 전동차의 대차분이 아닌 증차분으로 도입된 유일한 편성이다. |
| 140 편성 | 2017년    | 운행 중        | 이 편성은 특별 사양차로 도입되었다. 그리고 도쿄 지하철 01계 전동차의 대차분이 아닌 증차분으로 도입된 유일한 편성이다. |

## 차내 사진

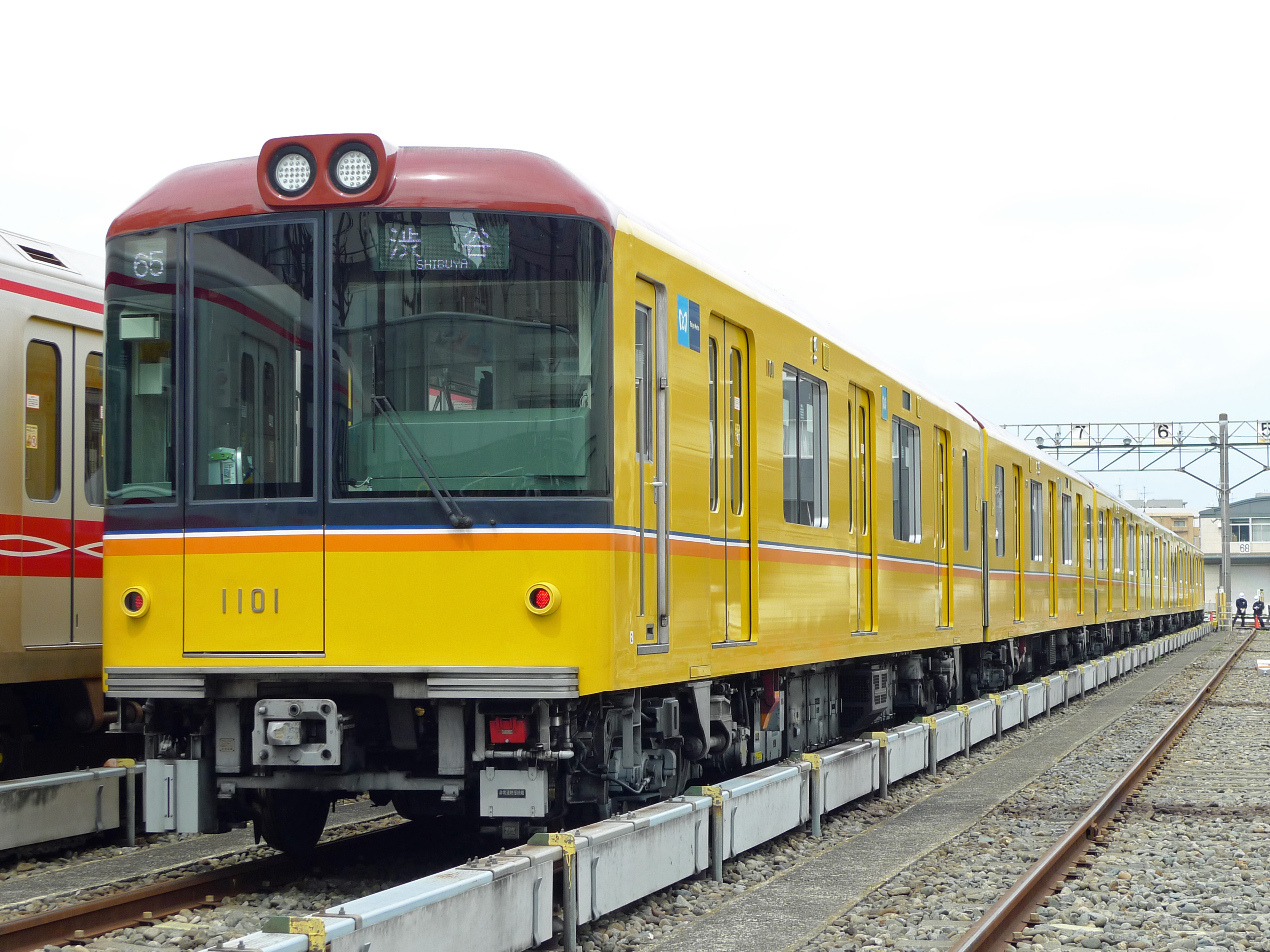
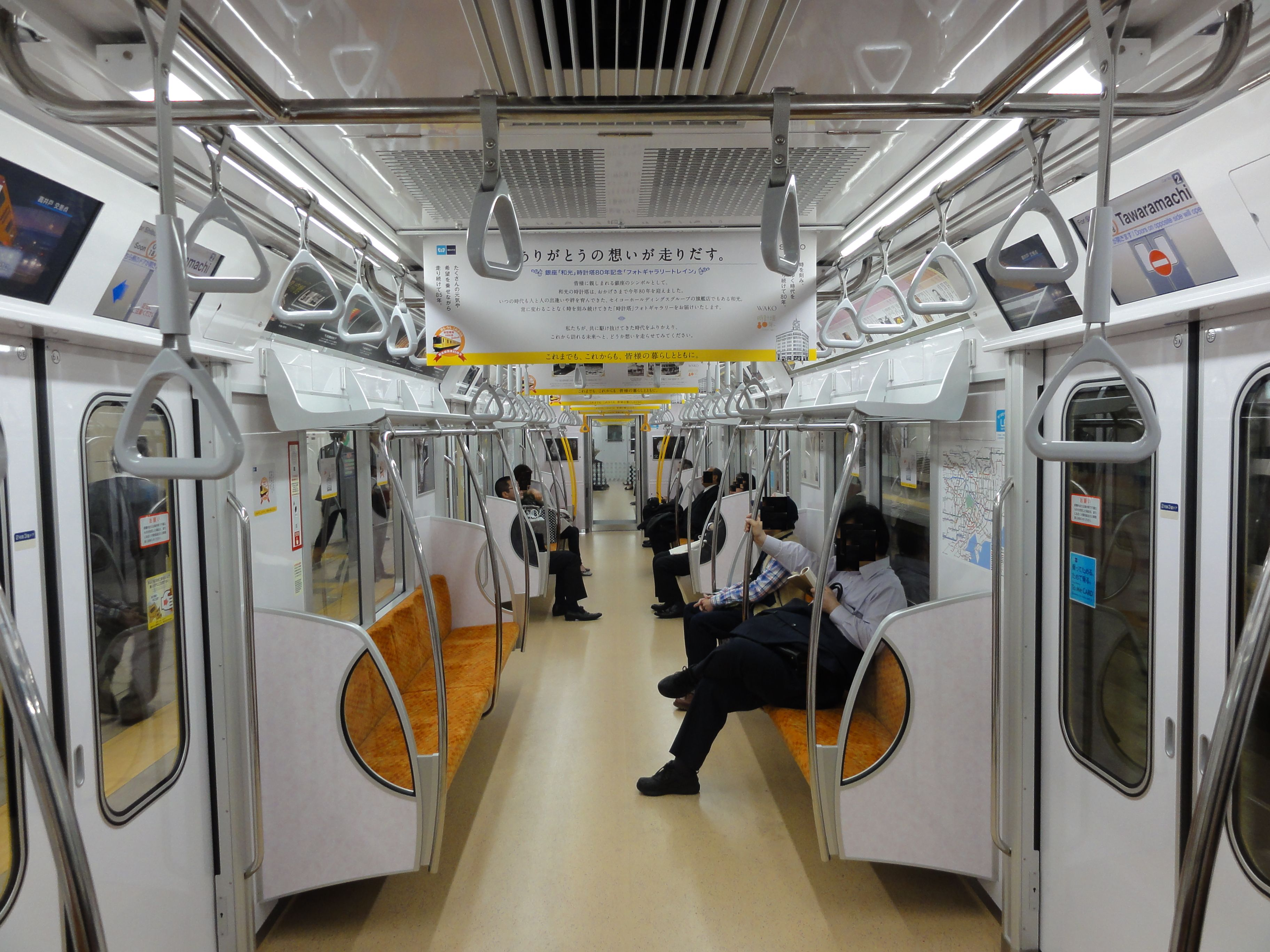
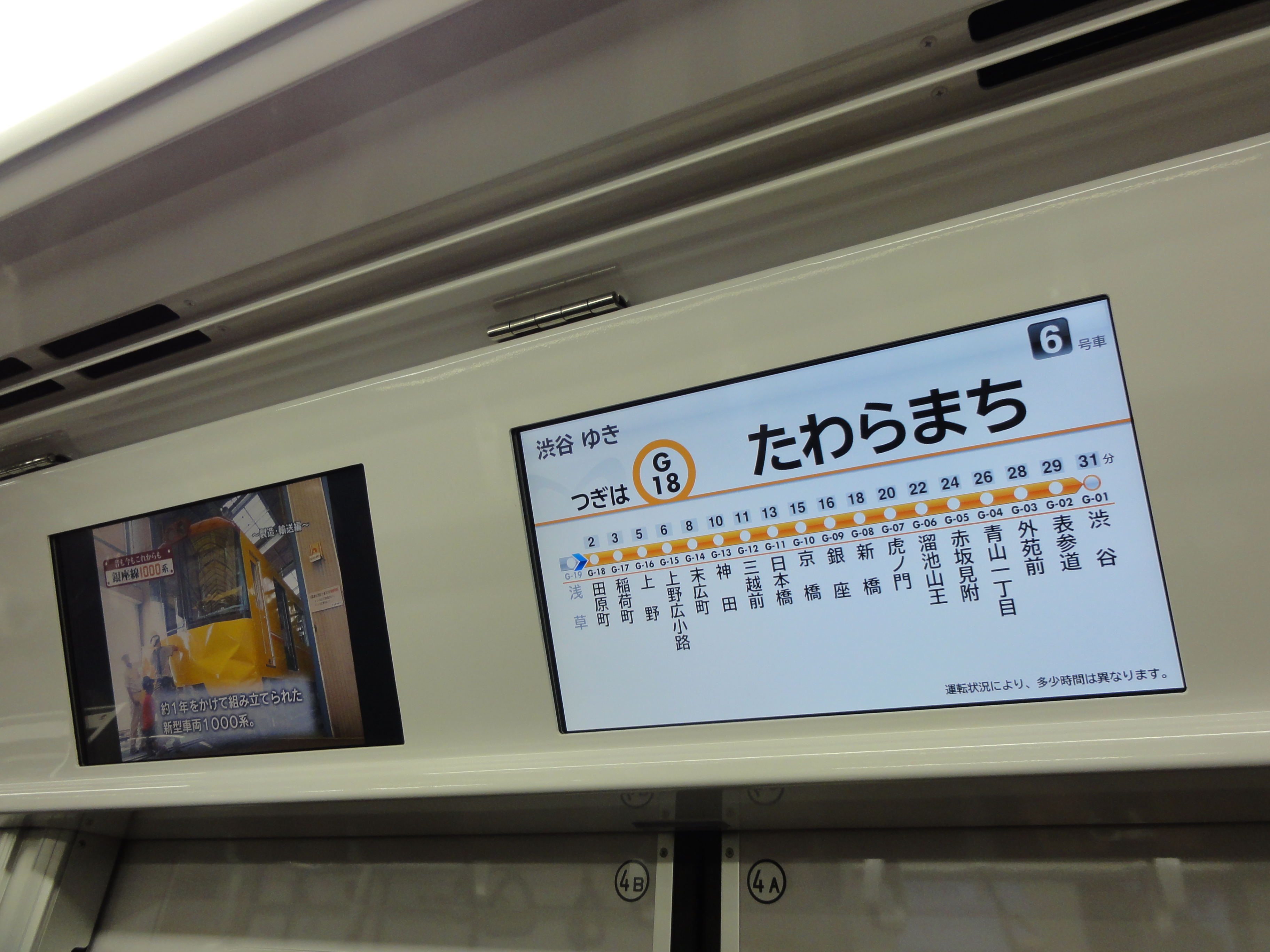
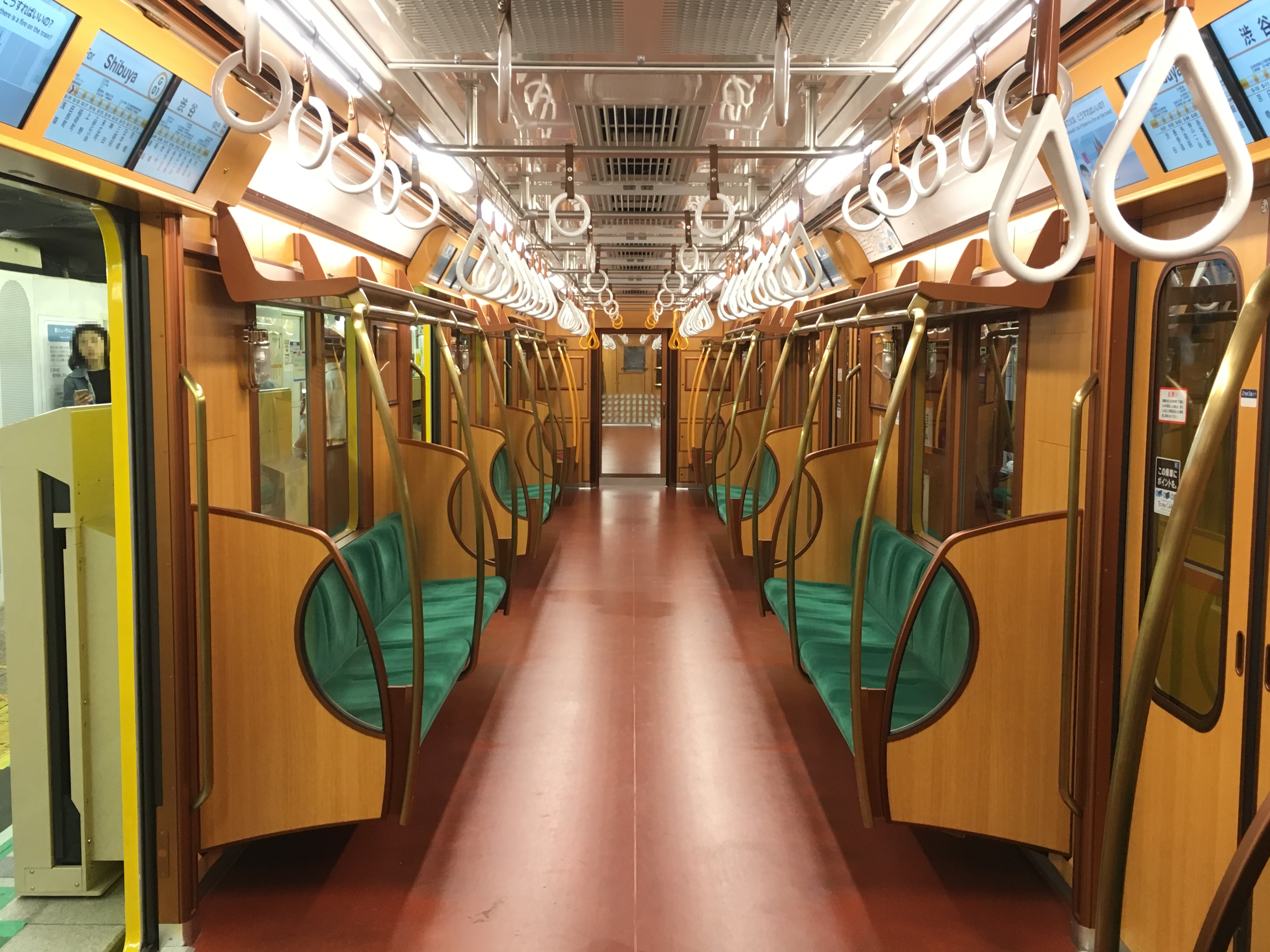